# LESSON 1
『LESSON 1』（レッスン・ワン）は、日本のロックバンドであるRED WARRIORSの1枚目のオリジナル・アルバム。
1986年10月10日に日本コロムビアのBODYレーベルからリリースされた。レベッカを脱退した木暮武彦を中心に結成された前身バンド「レベッカ♂」から改名された「RED WARRIORS」のファーストアルバムであり、作詞および作曲はダイアモンド☆ユカイおよび木暮が担当、プロデュースは日本コロムビア所属の宗清裕之が担当している。
レコーディングは日本国内で行われたが、レコーディング・エンジニアとしてベルリン出身のマイケル・ツィマリングが参加している。本作はレベッカにおける音楽の方向性と決別した木暮による「ブルージーな洋楽のロックをオリジナルでやりたい」という欲求から楽曲が制作されている。本作はオリコンアルバムチャートにおいて最高位第20位となった他、後にシングルとして「OUTSIDER」がリカットされた。

## 背景
中学生時代に友人が置き忘れていったビートルズのアルバム『プリーズ・プリーズ・ミー』（1963年）の収録曲「ツイスト・アンド・シャウト」を聴き感銘を受けたダイアモンド☆ユカイは、翌日には楽器店でガット・ギターを購入する。高校に進学したユカイは同級生からの影響によりエリック・クラプトン、クリーム、ザ・フー、ザ・ブルースブレイカーズ、ローリング・ストーンズなどを愛聴するようになり、さらに同級生とともにバンドを結成し音楽活動に明け暮れる高校生活となった。大学に進学したユカイは高校時代の同級生とともに「ホンキートンク・R&R・バンド」を結成、ライブではビールやウイスキーを飲んだ勢いでシャウトすることや割ったビール瓶を客先に投げ込むなどの行為によってアマチュア界では一部で知名度を得ることとなった。一方で木暮武彦は小学生時代に訪れた従兄弟の家でショッキング・ブルーの「悲しき鉄道員」（1970年）を聴いてロックに目覚め、従兄弟からの影響でカーペンターズ、サイモン&ガーファンクル、チェイス、スリー・ドッグ・ナイトなどを愛聴するようになる。その後中学生時代にラジオの深夜放送で聴いたレッド・ツェッペリンの「移民の歌」（1970年）を聴いて衝撃を受け、さらに小学生時代からの友人がエレクトリック・ギターを購入し木暮の目前で演奏したことがきっかけとなり、木暮自身もエレクトリック・ギターを購入することとなる。木暮は中学3年で初めてバンドを結成することになり、その当時の憧れの対象はT・レックス所属のマーク・ボランであった。大学へ進学した木暮であったが、20歳の時に決意し大学を中退、本格的にバンド活動を開始することとなった。
埼玉県内で行われたアマチュア・バンドが集結するライブにおいて、ユカイは初めて木暮と遭遇する。ユカイは初対面の木暮に対して「とにかく派手な奴」という印象を抱き、木暮はユカイのボーカルに対して「ちょっとコイツの歌でギター弾いてみたいな」という印象を持ったとそれぞれ述べている。「ホンキートンク・R&R・バンド」の演奏が終わると、木暮はユカイに対して「歌、いいじゃん」と話しかけ、「最後にセッションやんない?」と提案、予定外のセッションとしてチャック・ベリーの「ジョニー・B.グッド」（1958年）を演奏。その後「ホンキートンク・R&R・バンド」を解散したユカイは木暮が所属するバンドの練習に参加するも「俺、結婚しようと思ってるから、やっぱやめるわ」と告げバンドには参加しなかった。当時のユカイは将来の進路を巡って真面目な父親と頻繁に口論となっており、父親の後を追い公務員になることも検討していたという。ユカイにバンド参加を断られた木暮はNOKKOたちとともにレベッカを結成、一方でユカイは新しいバンドとして「ハイボルテージ」を結成したが、その後もユカイは結婚するそぶりも見せないまま度々木暮の元を訪れていた。
レベッカのアルバム『VOICE PRINT』（1984年）でメジャー・デビューを果たした木暮であったが、自らが結成したバンドが全く趣向の異なる活動へと変化していくことに耐え切れず、2枚目のアルバム『Nothing To Lose』（1984年）のレコーディング終了後にはノイローゼ状態となり、結果として木暮とドラマーであった小沼達也は1985年1月31日の梅田バナナホール公演を最後にレベッカを脱退することとなった。その後再びバンド結成の提案を木暮から持ち掛けられたユカイは、THE STREET SLIDERSやHOUND DOG、尾崎豊のローディーを担当していた小川清史をベース担当として勧誘し、また木暮とともにレベッカを脱退した小沼が加入したことで4名でバンドを結成することとなった。バンド名はレベッカに対抗する意味をこめ、また「レベッカ」というバンド名がシンコーミュージックの権利下にあったため木暮によって「レベッカ♂」と命名された。結成当初はライブにおいてレベッカの楽曲をアレンジを変えて演奏していたこともあり、聴衆もレベッカのファンが多数を占めていたものの半年後にはメンバー間で疑問が提起されるようになり、また聴衆も減り始めたことからバンド名をメンバー全員が愛好していた映画『ウォリアーズ』（1979年）に因んで「RED WARRIORS」へと変更されることになった。

## 録音、制作
本作のプロデューサーは日本コロムビア所属の宗清裕之が担当している。宗清は本作以前にLOUDNESSのレコーディングに携わっており、また後年THE YELLOW MONKEYのレコーディングを手掛けている。1986年6月には本作のレコーディングが納得できる形で決定して息巻いていたメンバーとは対照的に、ユカイは交際していた女性と破局を迎えたことから「どん底まっ暗闇の頃」であったと述べている。同年6月12日から14日にかけて行われたshibuya eggmanの3日間連続公演において、当時誕生日を迎えていたユカイの彼女は公演を見に訪れていたが、「BIRTHDAY SONG」を歌ったものの彼女の反応はなくそのまま別れる形となった。この当時のユカイは1年ほど女性と交際することができず、次作『CASINO DRIVE』（1987年）の頃までは「酒飲みまくって、女ナンパしまくって、そんなことやってる間に、死んでしまえばいいって思ってた」と述べるなど自堕落な生活を送っており、その中でもロックンロールだけが救いであったために日本一のロックンロール・バンドになるという目標は諦めていなかったと述べている。
本作のレコーディングにおいて最初に歌入れが行われた曲は「BIRTHDAY SONG」であった。しかし彼女と破局したばかりのユカイは涙が出てしまいまともに歌うことが出来なかったという。また1985年3月27日にユカイの父親が他界しており、恋人と親を同時期に失ったユカイは死を意識していたと述べている。
その他に、次作『CASINO DRIVE』（1987年）に収録された「MONKEY DANCIN'」は本作制作時においてもレコーディングされたが、演奏面に不満があったため収録が見送られた。また、デビュー以前にライブにおいて「Rock'n'Roll」という仮タイトルで頻繁に演奏されていた曲は「Oh, My God」というタイトルで本作制作時に正式にレコーディングされたがお蔵入りとなり未発表曲となった。お蔵入りになった理由は宗清もメンバーもまったく思い出せないと述べている。「Oh, My God」は解散後にリリースされた2枚組ベスト・アルバム『RED SONGS』（1989年）に収録された。

## 楽曲と音楽性
1.「SHOCK ME」
結成半年後の頃にバンドが中途半端な状態にあり演奏する楽曲もありきたりなものであったことから、嫌気がさした木暮によって自身の愛好するエアロスミスやローリング・ストーンズのような「ブルージーな洋楽のロックをオリジナルでやりたい」という欲求から制作された。制作当初のタイトルは「シェイク・ミー」であり、木暮によればブルージーなロックの第一作目のため「幼稚な作り」ではあるものの、シンプルであるが故にライブにおいて威力を発揮した楽曲であると述べ、また本曲制作以降にバンドのムードが「RED WARRIORS」的なものになったという。
2.「OUTSIDER」
1枚目のシングルとしてリリースされた。詳細は「OUTSIDER」を参照。
4.「BLACK JACK WOMAN」
ユカイがRED WARRIORS結成以前に所属していたバンドであるハイボルテージ時代に制作された楽曲。木暮もこの曲は気に入っていたことから、ライブハウスをまわっていた頃に好んで取り上げられていた。ユカイによればRED WARRIORSの中では最もブラックミュージックに近い楽曲であり、黒人ミュージシャンに聴かせたところ「これはどの国に行っても普遍のリズムとメロディーのスタンダードだよ」と褒められたエピソードを披露している。またユカイは「これは俺の宝物のような曲です」とも述べている。
5.「BAD LUCK BOOGIE」
デビュー当時のバンドの指向性を示した楽曲であり、ミディアム・テンポのシャッフル・リズムの楽曲であるが、宗清は「およそ人の好感・共感を呼ぶにはほど遠い無茶な歌詞」であると述べている。宗清は当時主流となっていた日本のロックシーンに逆行する内容であるとも指摘している。本曲のレコーディングにはミッキー吉野がピアノ担当で参加しており、歌パートなどの一部を除いてすべて一発録りのセッション形式で行われた。また本曲のギターソロのバックではユカイが和田弘とマヒナスターズと松尾和子の楽曲「お座敷小唄」（1964年）を歌っている音声が残っている。
6.「BIRTHDAY SONG」
後にシングル「バラとワイン」（1987年）のB面曲「BIRTHDAY SONG -Another Tape-」として収録され、シングル・バージョンではチェンバロ、ピアノ、フルート、ストリングスが入った豪華版となっているが、作曲した当初の木暮の構想ではこの豪華版を想定していたと宗清は述べている。本作ではライブ演奏時と同様のアレンジで収録されている。
7.「WILD CHERRY」
メロディーがマイナー調であるにもかかわらず、メジャーコードしか使用していない楽曲。木暮は「アップテンポでマイナーの切迫したメロディーにメジャーコードをぶつける事でカウンターパンチみたいな気持ち良さがあった」と述べている。サビの歌詞は当初「Only one night dreamer」であったが、カウンターパンチを狙って「Only one night Fucker」にしたものの、スタッフからはかなり反対されたと述べている。当時のRED WARRIORSはロックンロール特有のうねりの感覚だけでなく、スピーディーな直線的なビート感を有していたことが特長であると宗清は述べ、その特長をより強調するため本曲のレコーディング時にはかなり速いテンポで演奏するよう指示を出したと述べている。後にバンド自体から縦ノリの要素が減少していくとともに、本曲もゆっくりとしたテンポで演奏されるようになった。本曲におけるギター音はオフマイクを効果的に使用したヘビーなものとなっており、これはツィマリングによるアイデアであると宗清は述べている。
9.「GUERRILLA」
木暮がレベッカに所属していた当時に曲だけ制作されており、木暮と小沼が2年半活動したレベッカを脱退した際の心情が描写されている。デビュー後しばらくはライブで必ず演奏されていたが、ある日を境にレパートリーから外され、以降は演奏されなくなった。

## リリース、アートワーク、チャート成績
本作は1986年10月10日に日本コロムビアのBODYレーベルからLP、CD、CTの3形態でリリースされた。同年12月10日には本作から「OUTSIDER」がリカットシングルとしてリリースされた。本作およびシングルのジャケットは女性の裸体にタイトルが描かれているものになっているが、これに関してユカイは当時所属していた事務所であるマザーエンタープライズが芸能界のルールを無視していたことも影響したと述べ、本来であれば許されないことであったとも述べている。本作のLP盤はオリコンアルバムチャートにて最高位第20位の登場週数7回で、売り上げ枚数は1.7万枚となった。
本作は1993年10月21日にCDのみ「CD文庫1500シリーズ」として廉価版が再リリースされた。2007年4月4日には5枚組CD+5枚組DVDのボックス・セット『Lesson 20 -RED WARRIORS 20th Anniversary Box-』に収録される形でデジタル・リマスタリング盤として再リリースされた。その後も2009年8月24日にはオンデマンドCDとして、2012年7月4日にはタワーレコード限定で再リリースされた。
その他、セルフカバー・アルバム『Re:Works』（2001年）において、「SHOCK ME」「OUTSIDER」「BLACK JACK WOMAN」「WILD CHERRY」の4曲が再レコーディングされて収録された。

## 批評
| 専門評論家によるレビュー | 専門評論家によるレビュー |
| レビュー・スコア         | レビュー・スコア         |
| 出典                     | 評価                     |
| ------------------------ | ------------------------ |
| CDジャーナル             | 肯定的                   |
| TOWER RECORDS ONLINE     | 肯定的                   |

批評家たちからは本作の音楽性に対して肯定的な意見が挙げられており、音楽情報サイト『CDジャーナル』および音楽情報サイト『TOWER RECORDS ONLINE』では元レベッカ所属の木暮が結成したバンドであることに触れた上で、『CDジャーナル』では「セックス・ピストルズとクラッシュを足して2で割ったような粗削りでストレートなロックが刺激的」と肯定的に評価、『TOWER RECORDS ONLINE』では「ゴージャスでストレートなロックがわかりやすい」と肯定的に評価、また同サイトでは男のロック魂が青春や不良であると主張した上で、「バカと正気の紙一重であることをこの作品は教えてくれる」と総括した。

## 収録曲
- CD付属の歌詞カードに記載されたクレジットを参照[44]。

| #         | タイトル             | 作詞                          | 作曲                          | 編曲         | 時間  |
| --------- | -------------------- | ----------------------------- | ----------------------------- | ------------ | ----- |
| 1.        | 「SHOCK ME」         | 木暮武彦、ダイアモンド☆ユカイ | 木暮武彦                      | RED WARRIORS | 3:35  |
| 2.        | 「OUTSIDER」         | 木暮武彦、ダイアモンド☆ユカイ | 木暮武彦                      | RED WARRIORS | 5:05  |
| 3.        | 「BLUE BOY'S BLUES」 | 木暮武彦、ダイアモンド☆ユカイ | 木暮武彦                      | RED WARRIORS | 4:50  |
| 4.        | 「BLACK JACK WOMAN」 | ダイアモンド☆ユカイ、Haruhiko | ダイアモンド☆ユカイ、Haruhiko | RED WARRIORS | 4:25  |
| 5.        | 「BAD LUCK BOOGIE」  | 木暮武彦、ダイアモンド☆ユカイ | 木暮武彦                      | RED WARRIORS | 4:00  |
| 合計時間: | 合計時間:            | 合計時間:                     | 合計時間:                     | 合計時間:    | 21:55 |

| #         | タイトル          | 作詞                          | 作曲      | 編曲         | 時間  |
| --------- | ----------------- | ----------------------------- | --------- | ------------ | ----- |
| 6.        | 「BIRTHDAY SONG」 | 木暮武彦、ダイアモンド☆ユカイ | 木暮武彦  | RED WARRIORS | 4:55  |
| 7.        | 「WILD CHERRY」   | 木暮武彦、ダイアモンド☆ユカイ | 木暮武彦  | RED WARRIORS | 4:31  |
| 8.        | 「ABAZURE」       | 木暮武彦、ダイアモンド☆ユカイ | 木暮武彦  | RED WARRIORS | 5:08  |
| 9.        | 「GUERRILLA」     | 木暮武彦                      | 木暮武彦  | RED WARRIORS | 5:43  |
| 合計時間: | 合計時間:         | 合計時間:                     | 合計時間: | 合計時間:    | 20:17 |

| #   | タイトル       | 作詞     | 作曲     | 編曲         | 時間 |
| --- | -------------- | -------- | -------- | ------------ | ---- |
| 10. | 「OH, MY GOD」 | 木暮武彦 | 木暮武彦 | RED WARRIORS | 3:16 |

## スタッフ・クレジット
- CDインナーカバーに記載されたクレジットを参照[44]。

### RED WARRIORS
- 田所 “ダイアモンド☆ユカイ” 豊 – ボーカル、ハープ、ギター
- 木暮 "Shäke" 武彦 – ギター、コーラス
- 小川清史 – ベース、コーラス
- 小沼達也 – ドラムス、パーカッション、コーラス

### 参加ミュージシャン
- 山際祥子 – 女性コーラス
- 館野江里子 – 女性コーラス
- ミッキー吉野 – ピアノ（5曲目）

### 録音スタッフ
- 宗清裕之（日本コロムビア） – プロデューサー
- マイケル・ツィマリング – エンジニアリング
- 猪股正幸（アバコ・スタジオ） – アシスタント・エンジニア
- 三木康広（一口坂スタジオ） – アシスタント・エンジニア

### 制作スタッフ
- 佐々木健彦 – パーソナル・マネージメント（マザーエンタープライズ）
- 永野 "KAZUNI" 治 – インストゥルメント・テクニシャン
- のぞえひでのぶ – インストゥルメント・テクニシャン
- 佐藤庄平（マザーエンタープライズ） – プロモーション・エージェント
- 本木元（マザーエンタープライズ） – プロモーション・エージェント
- やまぐちいずみ（日本コロムビア） – プロモーション・エージェント
- おおつさゆり（マザーエンタープライズ） – インフォメーション
- 森川卓夫（日本コロムビア） – スーパービジョン

### 美術スタッフ
- 後藤繁雄 – クリエイティブ・ディレクション
- 平井節子 – クリエイティブ・ディレクション
- 半田也寸志 – 写真撮影
- 大久保篤志 – スタイリング
- 兼田サカエ – スタイリング
- 山田勲 (IMAGE) – ヘアー&メイク・アップ
- 宮澤雄二 – アシスタント
- よしむらもとお – アシスタント
- ますおかひでき (WEST COURT) – セット
- さとうひろみ (WEST COURT) – セット
- かわいとおる (VISE) – セット
- さかいかずひこ (CLEW UNION) – キャスティング
- パトリシア – モデル
- DIAMOND HEAD'S – アート・ディレクション、デザイン

### その他スタッフ
- 佐久間正英 (V.F.V.スタジオ) – スペシャル・サンクス
- 松本登（アバコスタジオ） – スペシャル・サンクス
- 新田一郎（代官山プロダクション） – スペシャル・サンクス
- パール楽器製造 – スペシャル・サンクス
- A&Aコーポレーション – スペシャル・サンクス
- Bill's Brothers – スペシャル・サンクス
- M.HAMADA – スペシャル・サンクス
- S.HASEGAWA – スペシャル・サンクス
- シンコーミュージック – スペシャル・サンクス
- レベッカ – スペシャル・サンクス
- 福田信（マザーエンタープライズ） – エグゼクティブ・プロデューサー

## チャート
| チャート         | 最高順位 | 登場週数 | 売上数  | 規格 | 出典  |
| ---------------- | -------- | -------- | ------- | ---- | ----- |
| 日本（オリコン） | 20位     | 7回      | 1.7万枚 | LP   | [ 2 ] |

## リリース日一覧
| No. | リリース日     | レーベル                                   | 規格           | カタログ番号 | 備考 | 出典          |
| --- | -------------- | ------------------------------------------ | -------------- | ------------ | --- | ------------- |
| 1   | 1986年10月10日 | 日本コロムビア／BODY                       | LP             | AF-7426      | |               |
| 2   | 1986年10月10日 | 日本コロムビア／BODY                       | CT             | CAR-1452     | |               |
| 3   | 1986年10月10日 | 日本コロムビア／BODY                       | CD             | 33CA-1116    | |               |
| 4   | 1993年10月21日 | 日本コロムビア／BODY                       | CD             | COCA-11081   | CD文庫1500シリーズ（廉価版）                                                                                       | [ 43 ] [ 1 ]  |
| 5   | 2007年4月4日   | コロムビア・ミュージックエンタテインメント | CD             | COZA-51035   | ボックス・セット『Lesson 20 -RED WARRIORS 20th Anniversary Box-』収録 紙ジャケット仕様、デジタル・リマスタリング盤 | [ 45 ] [ 46 ] |
| 6   | 2009年8月24日  | コロムビア・ミュージックエンタテインメント | オンデマンドCD | CORR-10430   | | [ 47 ] [ 48 ] |
| 7   | 2011年5月11日  | 日本コロムビア／BODY                       | AAC-LC         | -            | 『Lesson 20』と同内容のデジタル・ダウンロード版（全10曲）                                                          | [ 49 ]        |
| 8   | 2012年7月4日   | Tower To The People                        | CD             | TWCP-18      | タワーレコード限定再発                                                                                             | [ 50 ]        |